# 1953 en aéronautique
Chronologie de l'aéronautique
- 1949
- 1950
- 1951
- 1952
- 1953
- 1954
- 1955
- 1956
- 1957

Cet article présente les faits marquants de l'année 1953 en aéronautique.

## Événements

### Janvier
- 5 janvier : premier vol du chasseur expérimental italien Ambrosini Sagittario.
- 6 janvier : création de la première compagnie aérienne allemande depuis la fin de la guerre, la Luftag qui deviendra Deutsche Lufthansa en 1954.
- 14 janvier : premier vol de l’hydravion expérimental américain Convair XF2Y.
- 17 janvier : le Dassault MD 454 (Mystère IV), piloté par le colonel Constantin Rozanoff, est le deuxième avion français à passer le mur du son et le premier en vol horizontal[réf. nécessaire].

### Mars
- 2 mars : premier vol de l'intercepteur expérimental SO.9000 Trident.
- 10 mars : un F-84E Thunderjet de l'US Air Force in Europe est abattu par un MiG-15 de la république socialiste tchécoslovaque lors de la bataille aérienne de Merklín.
- 12 mars : un bombardier Avro Lincoln de la RAF est abattu par un MiG-15 soviétique en Allemagne de l’Est entrainant la mort des sept membres d'équipage.
- 27 mars : l'Force aérienne royale néerlandaise devient autonome.

### Avril
- 9 avril : premier vol officiel de l'hydravion expérimental à réaction et ailes delta, Convair XF2Y Sea Dart.
- 18 avril : ouverture de la première ligne aérienne régulière sur avion de ligne turbopropulsé par British European Airways entre Londres et Nicosie.

### Mai
- 2 mai : un De Havilland Comet de la British Overseas Airways Corporation s'écrase près de Calcutta victime d'un défaut structural. Il entraîne la mort de ses 43 passagers.
- 4 mai : un English Electric Canberra piloté par Walter Frame Gibb bat le record du monde d'altitude en avion en atteignant 19 406 m[1].
- 18 mai :
  - Jacqueline Cochran est la première femme à passer le mur du son (Mach 1,01), aux commandes d'un F-86 Sabre, au-dessus de la Californie[2].
  - Premier vol de l'avion de transport Douglas DC-7.
- 25 mai : premier vol du prototype du chasseur supersonique américain North American F-100 Super Sabre.
- 29 mai : un Douglas Super DC-6B de la TAI (Transports Aériens Intercontinentaux) bat le record du monde de distance pour avions commerciaux : 9 200 kilomètres de Los Angeles à Paris en 20 heures et 28 minutes[3].

### Juin
- 1er juin : création de la patrouille acrobatique Thunderbirds, de la United States Air Force.
- 14 juin : premier vol de l'avion de transport britannique Blackburn Beverley.
- 18 juin : premier accident aérien entraînant la mort de plus de 100 personnes. Un Douglas C-124 Globemaster II s'écrase au décollage de la base de Tachikawa entraînant la mort de 129 personnes.
- 30 juin : le bombardier SO-4050 Vautour bi-réacteur français de la SNCASO passe le mur du son.

### Juillet
- 3 juillet : premier vol attaché du Rolls-Royce Thrust Measuring Rig, banc d'essai volant ADAV.
- 16 juillet : le lieutenant-colonel Williams F. Barnes bat le record du monde de vitesse à bord d'un F-86D Sabre en atteignant la vitesse de 1 151,88 km/h[4].
- 27 juillet : signature des accords d'armistice mettant fin à la guerre de Corée.

### Août
- 3 août : le Lockheed L-749A Constellation immatriculé F-BAZS de la compagnie Air France amerrit d’urgence non loin de Fethiye en Turquie, après avoir perdu l'usage de 2 moteurs sur 4, à cause d'une rupture d’une pale d’hélice. L'accident fait 4 morts[5].
- 27 août : premier vol d'un De Havilland Comet 2.

### Septembre
- 1er septembre : la Sabena inaugure le premier service international régulier pour passagers par hélicoptères au monde. Trois Sikorsky S 55 assurent l'exploitation des 3 lignes : Bruxelles-Anvers-Rotterdam, Bruxelles-Liège-Maastricht-Cologne-Bonn et Bruxelles-Lille. Au départ de l'Héliport de Bruxelles-Allée-Verte.
- 3 septembre : premier vol de l'avion d'entraînement suisse Pilatus P-3.
- 7 septembre : record de vitesse de Neville Duke qui atteint 1 171 km/h à bord d’un Hawker Hunter[6].

### Octobre
- 3 octobre : James B. Verdin établit un nouveau record de vitesse à bord d'un Douglas XF4D Skyray atteignant 1 211,75 km/h[7].
- 24 octobre : premier vol de l'intercepteur américain Convair F-102 Delta Dagger sur la base d'Edwards.

### Novembre
- 20 novembre : Scott Crossfield devient le premier homme à franchir Mach 2, à bord de l’avion expérimental Skyrocket Douglas qui atteint 2 078 km/h (Mach 2,005).

### Décembre
- 12 décembre : Chuck Yeager atteint la vitesse de 2 655 km/h (Mach 2,435) et 21 340 m à bord du prototype Bell X-1, décollant de la base aérienne militaire d'Edwards en Californie. Le fuselage de l'avion est inspiré par la balle de calibre 12,7 mm qui sort du canon d'un fusil à vitesse supersonique. Cet exploit fut le prélude au développement d'appareils toujours plus performants jusqu'à ce que les États-Unis décident de porter tous leurs efforts sur la recherche spatiale.
- 15 décembre : premier vol du Pa-49, plus petit avion à réaction à aile delta du monde.
- le même jour, Charles Goujon franchit avec un prototype Espadon le mur du son en vol horizontal[8],[9].
- 21 décembre : la première station radar volante, un Lockheed EC-121 Warning Star, arrive à la base aérienne de McClellal en Californie.
- 29 décembre : Jean Dabos, pilote d'essai français, établit le nouveau record d’altitude en hélicoptère de moins de 500 kg à Villacoublay, avec son monoplace SO.1221 Djinn de la SNCASO à moteur Turbomeca Palouste : 4 789 mètres[10].